# Kulusaapa
Kulusaapa är en sumpmark i Finland. Den ligger i Rovaniemi i landskapet Lappland, i den norra delen av landet, 700 km norr om huvudstaden Helsingfors.